# Luci Minici Natal Quadroni

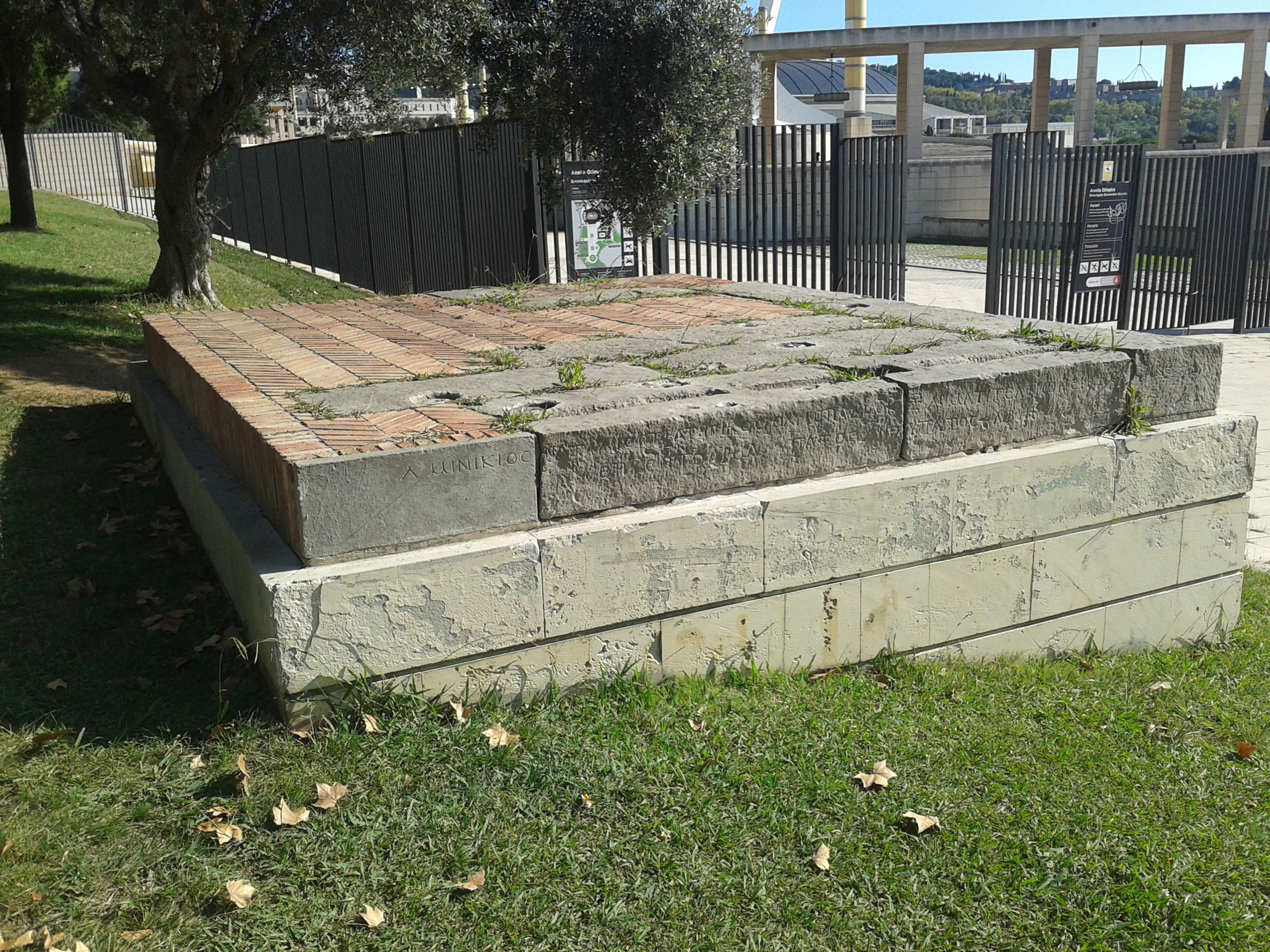
Monument a Luci Minici a l'Anella Olímpica de Montjuïc.

Luci Minici Natal Quadroni (en llatí Lucius Minicius Natalis Quadronius Verus) (Bàrcino, 97 dC –?) era fill d'un senador que vivia a Bàrcino (l'actual Barcelona) que gaudia d'una bona posició social, ja que el seu pare va arribar a ser senador a Roma i procònsol de la província d'Àfrica (Líbia). Lucius Minicius va ser amic i company de l'emperador Trajà.
Luci Minici també va fer carrera política a Roma, primer com a triumvir monetalis, i va arribar a ser cònsol i procònsol de Líbia, però abans, a l'edat de 32 anys, l'any 129 decideix participar en la 227a Olimpíada o Jocs Hel·lènics de Grècia. Per fer-ho, va abandonar Bàrcino i es va instal·lar a Tàrraco, la ciutat més important de la Tarraconense romana i on se celebren unes curses de quadrigues classificatòries pels Jocs Olímpics. Tàrraco era, per aquella època, una ciutat d'uns 40.000 habitants amb un circ amb capacitat per a 30.000 persones vingudes d'arreu.
Per guanyar la cursa, Luci Minici va contractar el millor conductor de quadrigues perquè participés en nom seu, ja que les persones de bona posició no baixaven a l'arena del circ, sinó que feien lluitar els seus esclaus. El conductor de quadrigues contractat per Luci va guanyar la cursa i, per tant, es va classificar per anar a Grècia. Allà tornarà a guanyar i per sempre més quedarà la inscripció "Luci Minici, natural de Barcelona, va guanyar la 227 Olimpíada". A l'antiga Grècia, el guanyador d'una cursa no era l'atleta sinó el propietari del carro i els cavalls amb els quals aquest havia competit. De l'esclau que li va fer guanyar tanta glòria no se'n sap ni el nom.
Maria Carme Roca novel·là la vida d'aquest personatge al llibre Barcino publicat el 2009.
Té un carrer dedicat a Barcelona.